# Олівія Олсон
Олівія Олсон (англ. Olivia Rose Olson; нар. 21 травня 1992 року, Лос-Анджелес, США) — американська співачка.

## Дискографія
- The Father-Daughter Album of Unspeakable Beauty (2013)
- Nowhere Land (2018)